# Jamal Jumá
Jamal Jumá (Bagdad, 1956) es un poeta iraquí.
Vive en Copenhague desde 1984 y ha editado poemarios numerosos cuentos eróticos prohibidos en los países árabes. Su obra ha sido traducida a varios idiomas.